# 柏原明日架
柏原 明日架（かしわばら あすか、1996年1月30日 - ）は、宮崎県出身の女子プロゴルファー。所属は富士通。

## 経歴
父親の影響で7歳からゴルフを始める。日章学園高等学校卒業。2010年、全国中学校ゴルフ選手権春季大会で優勝。
2011年より日本ゴルフ協会（JGA）ナショナルチームに選出され、2013年のネイバーズトロフィーチーム選手権では堀琴音、森田遥らとのチームで団体戦優勝を果たす。
2012年、16歳以下 男女混合ジュニア選手権(英国開催) で女子として初の優勝。
2014年、アクサレディス in MIYAZAKIで4位、ほけんの窓口レディースで6位となり、7月31日、プロテストに9位で合格し（同期には堀琴音などがいる）、翌日プロ登録。同年はアマチュア時代に2戦でトップ10入り、プロ転向後は3戦に出場し、賞金ランキング第108位。
2015年、3戦でトップ10入り。獲得賞金を大幅に上げ、年間獲得賞金ランキング第50位、初のシード権を得た。
2016年、序盤戦に5戦でトップ10入り。年間獲得賞金ランキング第29位、2年連続シード権獲得。
2017年、年間獲得賞金ランキング第17位、3年連続シード権獲得。
2019年9月29日、第47回ミヤギテレビ杯ダンロップ女子オープンゴルフトーナメントの最終日、2打差4位から出て7バーディ、3ボギーの「68」で回り、通算10アンダーで逆転優勝し、日本ツアー初勝利を挙げる。同年10月27日、NOBUTAグループ マスターズGCレディースを最終日に6バーディ、ボギーなしの「66」でプレーし、6打差を逆転優勝。日本ツアー初優勝まで1886日かかったが、2勝目は初優勝からわずか28日であった。
長らく父親がコーチをしていたが、「自分のゴルフのランクアップを図りたい」としてプロコーチに師事することを決意、2023年より同期の堀琴音のコーチを務めている森守洋に指導を依頼している。
2024年2月、一般男性と結婚したことを発表。
2025年8月NEC軽井沢72ゴルフトーナメントで最終日首位タイでスタートし68でまとめ通算14アンダーで6年ぶりとなる3勝目を挙げた。優勝会見では今年に入って離婚したことを告白。

## 成績

### ツアー優勝

#### JLPGAツアー（3）
| No. | Date                | Tournament                           | スコア                  | 2位との差 | 2位（タイ） |
| --- | ------------------- | ------------------------------------ | ----------------------- | --------- | ----------- |
| 1   | 2019年9月27 - 29日  | ミヤギテレビ杯ダンロップ女子オープン | −10（68-70-68=206）     | 2打差     | ペ・ソンウ  |
| 2   | 2019年10月24 - 27日 | マスターズGCレディース               | −14（70-70-68-66 =274） | 1打差     | イ・ボミ    |
| 3   | 2025年8月15 -17日   | NEC軽井沢72ゴルフトーナメント        | −14（69-65-68=202）     | 1打差     | 寺岡沙弥香  |